# Saint-Sornin (Allier)
Saint-Sornin é uma comuna francesa na região administrativa de Auvérnia-Ródano-Alpes, no departamento Allier. Estende-se por uma área de 19,09 km². Em 2010 a comuna tinha 229 habitantes (densidade: 12 hab./km²).